# Zdzisław Dados
Zdzisław Dados (ur. 1 stycznia 1942 roku w Kostopolu na Wołyniu) – polski fotograf, twórca tekstów teoretycznych nt. fotografii.
Od 1944 do 1981 roku mieszkał w Lublinie. Studiował na wydziale historii sztuki KUL jako wolny słuchacz. W latach 1962–1968 był członkiem lubelskiego foto-klubu ZAMEK pełniąc funkcję członka zarządu. Od 1979 jest członkiem ZPAF. W czasie pobytu w Stanach Zjednoczonych (od 1982 do 1987) pracował jako fotograf reklamowy. Następnie zamieszkał we Wrocławiu.  

## Twórczość fotograficzna
Uczestniczył w ponad 150 wystawach zbiorowych polskich i zagranicznych. Ważniejsze z nich to:
- III Ogólnopolska Wystawa Fotografii (wyróżnienie) – Lublin 1964,
- Ogólnopolska Wystawa Fotografii FSF w Polsce – Warszawa 1966,
- Ogólnopolska Wystawa Fotografii „Reportaż” – Płock 1968, 1969,
- II Salon Portretu Artystycznego – Gdańsk 1967,
- I Ogólnopolska Wystawa Krajobrazu – Kielce 1968,
- Ogólnopolska Wystawa „wieś i folklor” (dyplom) – Olsztyn 1968,
- III Salon Portretu Artystycznego (nagroda GTF) – Gdańsk 1970,
- Homo 68, Homo 69 – Legnica,
- Międzynarodowa Wystawa Fotografii – Belgrad 1968,
- Międzynarodowa Wystawa Fotografii – Birmingham 1969,
- Międzynarodowa Wystawa Fotografii – Singapur 1969,
- Wystawa Fotografii „Den XVII” – Dania 1969,
- Wystawa Fotografii „Fotomundi” – Holandia 1969,
- Międzynarodowa Wystawa Fotografii – Katowice 1969,
- Międzynarodowe Wystawy „Fotoforum” – Słowacja 1969, 1970, 1971, 1972,
- Venus 70 (brązowy medal) – Kraków 1970,
- Ogólnopolskie Wystawy „Konfrontacje” 73, 74, 77(dyplom) – Lublin,
- Wystawa Fotografii „Continuum” – Wrocław 1989,
- Wystawa 40-lecia ZPAFu – Warszawa „Zachęta” 1987,
- Festiwal Fotografii SPEKTRUM – Wrocław 1997,
- Wystawa Fotografii Wrocławskiej 1945 – 1998 „Berűhrungen” – Wrocław 1999,
- Wystawa Okręgu Dolnośląskiego ZPAF „Foto 2003” – Wrocław 2003,
- „Śląskie Klimaty” – Wałbrzych 2003,
- Wystawa poplenerowa „Sokołowsko 2003” – Wrocław, Dania,
- „Ekologia w obiektywie” pokonkursowa firmy Bayer (główna nagroda w kategorii przyroda) – Warszawa, Gdańsk 2005.

Ważniejsze wystawy indywidualne:
- Wystawa Fotografii – Lublin Zamek 1967,
- Majdanek w Fotografii – Lublin 1968,
- Wystawa Fotografii Subiektywnej Grupy Trzech – Lublin, Łódź 1969,
- Wystawa „Krajobrazy” – Lublin 1973,
- „Bogdanka – Lubelski Węgiel” – Lublin 1976,
- „Kamieniarze znad Wisły” – Lublin, Kazimierz Dolny 1978,
- „Portret absolutny” – Lublin BWA 1981,
- „Stan trwania” – Wrocław 1988,
- „Inna przestrzeń” – Lublin BWA, Wałbrzych – Książ 1989,
- „Przestrzeń emocjonalna” – Łódź Galeria FF, Katowice Galeria ZPAF 1990,
- „Powrót do Kansas City” – Wrocław BWA 2003,
- „Fotografia emocjonalna” – Wrocław 2003,
- „Dyptyki” – Wrocław Baszta 2003,
- „Pejzaż mentalny” – Oborniki Śląskie, Wrocław 2004,
- „Impresje z Rodos” – Wrocław 2006 Galeria ZPAF, Galeria CENTRUM, Grudziądz 2006
- „W kolorze ochry” – Wrocław 2007 Galeria ZPAF
- „Duch Egiptu” – Wrocław 2008 Galeria ZPAF
- „Skały Pamięci” – Wrocław 2008, Galeria Entropia
- „Petra - miasto zaklęte...fotografie”, 10.02-27.03.2011, Muzeum Architektury we Wrocławiu
- „Zdzisław Dados, Synaj - legenda i majestat”, 7.01- 10.02.2013, Muzeum Narodowe we Wrocławiu
- „Dualizm fotografii”, 6.05-15.06.2016, wystawa zbiorowa Okręgu Dolnośląskiego ZPAF, Muzeum Przyrodnicze, Jelenia Góra
- „Entropia”, 22.06-20.07.2018, kurator Łukasz Rusznica, Galeria Miejsce przy Miejscu organizator Miejsce przy Miejscu i Ośrodek Postaw Twórczych we Wrocławiu
- „Entropia”, 19.06-13.09.2019, Mała Galeria Fotografii Kontrast, Obornicki Ośrodek Kultury, Oborniki Śląskie
- „Realizm Iluzji 2019”, 4.09- 11.10.2020 - wystawa zbiorowa Okręgu Dolnośląskiego ZPAF, Centrum Kultury Śląskiej, Nakło Śląskie
- „Przestrzeń - Interpretacje”, 11.09-10.10.2020, kurator Stanisław Kulawiak, wystawa zbiorowa Okręgu Dolnośląskiego ZPAF, galeria FOTO-GEN, organizator OKiS
- „Chaos” – 2020-2021, Galeria domowa artysty

## Prace fotograficzne
Zdzisława Dadosa znajdują się w wielu zbiorach prywatnych oraz w Muzeum Narodowym we Wrocławiu. Były też publikowane w periodykach fotograficznych w Polsce i za granicą oraz książkach i wydawnictwach albumowych. Wydany został również album autorski pt. „Pojezierze łęczyńsko-włodawskie” w latach 80. 
Tematem jego artystycznej wypowiedzi w fotografii jest głównie pejzaż, początkowo realistyczny, by z biegiem lat ulec przeobrażeniu. Dzięki różnym zabiegom technicznym obrazy ulegają deformacji zgodnie z intencją autora. Ponadto od roku 1996 do 2004 był on nauczycielem fotografii w Prywatnym Studiu Reklamy we Wrocławiu.